# Adyge-Khabl'sky (huyện)
Huyện Adyge-Khabl'sky (tiếng Nga: ? райо́н) là một huyện hành chính tự quản (raion), của Karachay-Cherkess, Nga. Huyện có diện tích 531 km². Trung tâm của huyện đóng ở Adyge-Khably.